# Tro-Bro Léon 2000
Il Tro-Bro Léon 2000, diciassettesima edizione della corsa, si svolse il 28 maggio su un percorso di 180 km. Fu vinto dal belga Jo Planckaert della Cofidis davanti allo spagnolo Samuel Sánchez e al belga Ludovic Capelle.

## Ordine d'arrivo (Top 10)
| Pos. | Corridore          | Squadra                       | Tempo    |
| ---- | ------------------ | ----------------------------- | -------- |
| 1    | Jo Planckaert      | Cofidis                       | 4h36'16" |
| 2    | Samuel Sánchez     | Euskaltel-Euskadi             | s.t.     |
| 3    | Ludovic Capelle    | Ville de Charleroi-Newsystems | s.t.     |
| 4    | Franck Renier      | Bonjour-Toupargel             | s.t.     |
| 5    | Hans De Clercq     | Palmans-Ideal                 | a 8"     |
| 6    | Jurgen Vermeersch  | Palmans-Ideal                 | a 9"     |
| 7    | Frédéric Finot     | Crédit Agricole               | a 11"    |
| 8    | Damien Nazon       | Bonjour-Toupargel             | a 18"    |
| 9    | Jean-Patrick Nazon | FDJ                           | s.t.     |
| 10   | Saulius Ruškys     | VC Saint-Quentin-Oktos        | s.t.     |